# Трудовые мигранты в России
Трудовые мигранты в России, также называемые гастарбайтерами — иностранные трудовые мигранты, занятые преимущественно физическим трудом, работающие на территории России.
По официальным данным на 2014 год Россия занимает первое место в Европе и второе в мире после США по количеству трудовых мигрантов; согласно данным Федеральной службы государственной статистики, основную массу мигрантов составляют выходцы из стран СНГ.
В Москву с целью трудоустройства ежегодно прибывают до 2 млн иностранных граждан, из них официально трудоустроено 300—400 тысяч. По данным НИУ ВШЭ, в 2013 году количество легальных и нелегальных трудовых мигрантов в России составляло около 7 млн человек, по оценкам ФМС России — 4,5 млн, свыше 83 % которых — это граждане из стран СНГ с безвизовым порядком въезда в Россию.
По состоянию на 2020 год, по данным ООН, по числу иммигрантов в абсолютных числах Россия занимает 4-е место в мире (11,58 млн чел. или 7,9 % населения) после США (43,43 млн чел. или 13,1 % населения), Германии (14,22 млн чел. или 17,0 % населения) и Саудовской Аравии (13,00 млн чел. или 37,3 % населения).

По данным МВД, в январе-сентябре 2022 г. в РФ приехало 12,78 млн мигрантов, что на 3,5 млн больше, чем за аналогичный период 2021 г.
Нелегальный характер существенной части трудовых мигрантов приводит к большому числу преступлений по отношению к мигрантам: многих мигрантов держат на положении узаконенного рабства, часто не платят деньги за выполненную работу, а правоохранительные органы вымогают с них взятки. Одновременно в 2013 году выходцы из Средней и Центральной Азии совершили 17,1 % от всех преступлений в Москве, из которых 73 % от общего числа совершено гражданами Средней Азии, среди которых выделяются жители Узбекистана и Таджикистана с 45,6 % этнических преступлений (причём в основном речь идёт о тяжких преступлениях типа грабежей, убийств и изнасилований). На долю жителей Вьетнама, Индии и Китая приходится 1 % преступлений в основном экономического характера. Конкретно по изнасилованиям: 75 % от общего числа совершают приезжие не из московского региона, из которых 90 % — это выходцы из стран Средней Азии — Таджикистана, Узбекистана и Киргизии.
Согласно исследованию корреспондента «Московского комсомольца» Олега Адамовича, работодатели специально не берут на работу граждан России, чтобы воспользоваться дешёвым трудом мигрантов. К началу XXI века трудовые мигранты превратились в серьёзный социально-экономический фактор: с одной стороны они насыщают рынок низкооплачиваемой и низкоквалифицированной рабочей силой, с другой, по утверждению ряда экспертов, способствуют оттоку денег из России, занимают рабочие места граждан России, ухудшают криминогенную ситуацию и межэтническую напряжённость.
По оценкам Всемирного банка за 2012 год, в Таджикистане денежные переводы мигрантов, работающих в России, составляли 48 % ВВП (самый высокий показатель в мире). С 2014 года большинство трудовых мигрантов в России представляют собой граждане Украины, при этом с 2014 г. Украина запретила въезд граждан России (мужчин трудоспособного возраста) на свою территорию.
Популистские лозунги борьбы с трудовыми мигрантами активно используют как радикальные националистические организации, например ДПНИ, так и молодёжное крыло правящей партии «Единая Россия», молодёжное движение «Местные».

## История вопроса
В 70-х и 80-х годах для работы на конвейере на московские заводы АЗЛК и ЗИЛ в массовом порядке привлекались граждане Вьетнама. С мигрантами заключались четырёхлетние и шестилетние договоры, которые не могли быть расторгнуты по инициативе нанятых на работу. Вьетнамцы хорошо работали, почти не употребляли спиртных напитков и скупали советские товары ширпотреба, не пользовавшиеся спросом у местного населения, к примеру, огромные алюминиевые кастрюли. После распада СССР и последовавшего банкротства заводов часть рабочих разъехалась по СНГ и работала нелегально.
По данным СМИ, в стране в 2008 году находилось свыше 15 млн нелегальных трудовых мигрантов, из которых были выдворены за пределы страны около 15 тысяч.
В Московской области, по данным управления ФМС на 2008 год, официально трудились 148 200 трудовых мигрантов более чем из 70 стран мира.
В среде трудовых мигрантов образуются группы (часто по месту исхода мигрантов), представители которых, как правило, выполняют определённые виды работ. Это также обуславливается различным промышленным развитием бывших республик СССР, средним уровнем образования и квалификации их граждан, знанием русского языка. На низшей ступени — люди, занимающиеся тяжёлым неквалифицированным физическим трудом, например, копанием ям, рытьём траншей, разгрузочно-погрузочными работами, уборкой мусора.
Более квалифицированные рабочие, например, — отделочники, маляры, штукатуры, каменщики, плиточники, сантехники. Самые сравнительно высокооплачиваемые трудовые мигранты — электрики и сварщики.
Как считает директор Центра этнополитических и региональных исследований, Владимир Мукомель, работа, которую выполняют мигранты, как правило, является грязной и тяжёлой, и носит низкооплачиваемый характер.
Зачастую трудовые мигранты, приехавшие на заработки, являются единственными кормильцами своих семей, оставшихся на родине, где средняя зарплата во много раз ниже, чем в России. При этом вакансии, которые готовы были занять мигранты, до кризиса 2008 г. часто не вызывали интереса со стороны местных жителей ввиду тяжёлых условий работы и низкой зарплаты.
По мнению известного политолога Андрея Савельева, работодатели и чиновники сами способствуют притоку трудовых мигрантов с целью удержания зарплат на низком уровне и получения дополнительной неучтённой прибыли за счёт неуплаты государству налоговых и страховых отчислений с зарплат трудовых мигрантов в теневой занятости. Это приводит к потере работы местными специалистами.
Председатель комитета Госдумы по безопасности и противодействию коррупции Ирина Яровая в 2014 году указывала, что в России могут находиться до 100 тысяч мигрантов с опасными инфекционными заболеваниями.

### Современное состояние
В 2013 году количество легальных и нелегальных трудовых мигрантов в России составляло, по разным оценкам, от 4,5 до 7 млн человек. Причина приезда из стран СНГ, как правило, невозможность прокормить семью у себя дома из-за неудовлетворительного состояния экономики, закрытия предприятий и т. п.. В 2019 г. данные ФСБ и Росстата различались более чем в 6 раз: 4,9 и 32,6 млн.
По состоянию на июль 2014 года в РФ единовременно находилось 11,4 млн иностранных граждан и лиц без гражданства. Из них, по данным Генпрокуратуры, на законных основаниях трудились лишь 1,5 млн, нелегально — 2,9 млн..
В конце 2014 года система квот для безвизовых иностранных трудовых мигрантов в России была отменена и введена система покупки трудовыми мигрантами патентов на работу, а также сдачи обязательных экзаменов на знание русского языка.
По данным «ФМС России», в январе 2015 г. в России находилось 10,9 млн иностранных мигрантов, патентов на работу за весь 2015 год было куплено ими только 1,8 млн. За 2015 г. выдворено и депортировано 113 тыс. человек, получили гражданство РФ 209 тыс. человек. Большинство мигрантов — граждане трудоспособного возраста стран бывшего СССР, в том числе: Украина (2,6 млн чел.), Узбекистан (2,3 млн чел.), Таджикистан (1,1 млн чел.). У всех указанных стран исхода (Украина, Узбекистан, Таджикистан) заключены соглашения с Россией о безвизовых передвижениях граждан.
По состоянию на 2013 год около 350 тысяч таджиков (1/6 часть приехавших) получили российское гражданство или вид на жительство.
Трудовым мигрантам — гражданам государств — членов ЕАЭС (Белоруссия, Армения, Киргизия, Казахстан.) — покупать патент на работу в РФ не требуется, они приравнены в трудовых правах с гражданами РФ.
«Наша информационная система показывает, что на территории РФ в настоящее время нелегально находятся почти 3 миллиона иностранных граждан, значительно превышающих срок законного пребывания — 90 суток», — заявил глава ФМС России К. Ромодановский в интервью «Интерфаксу» 11.01.2015 Только нелегальных мигрантов из Молдавии в России в 2017 году насчитывалось, по некоторым оценкам, около 250 000.
В 2015 году появилась тенденция по сокращению числа трудовых мигрантов в России.
До середины 2000-х годов примерно половину от общей численности иностранных граждан, осуществлявших трудовую деятельность в России на основании разрешительных документов, составляли прибывшие из стран СНГ. Затем их доля стала быстро увеличиваться, превысив 73 % в 2008 году и 76 % в 2010 году. В 2011—2013 годах доля иностранных работников из стран СНГ поднялась до 84 % среди всех имевших действующее разрешение на работу. В 2014 году она составила 83 %, а затем резко сократилась из-за изменения правил получения разрешений на работу. В 2015 году доля граждан стран СНГ среди иностранных работников, имеющих разрешение на работу в России, сократилась до 18 %, в 2016—2017 годах — 17 %, но затем вновь стала увеличиваться на фоне продолжающегося сокращения общего числа иностранных работников, имеющих действительное разрешение на работу. В 2018 году она составила 19 %, в 2019 году — 21 %, в 2020 году — 33 %, а в середине 2021 года — 36 % (16,9 из 47,1 тыс. человек). Что касается иностранных работников, получивших патенты на осуществление трудовой деятельности, то все они являются, гражданами стран СНГ с безвизовым въездом в Россию или лицами без гражданства, прибывшими в Россию без получения визы. Если говорить обо всех иностранных работниках с разрешительными документами (разрешениями на работу и патентами), то доля граждан стран СНГ среди них повысилась с 91 % в 2011 году до 98 % в середине 2021 года. Иностранная рабочая сила привлекается на территорию Российской Федерации из многих стран мира, но наиболее крупными поставщиками рабочей силы в Россию в последние годы являются Узбекистан и Таджикистан. Если до 2006 года больше всего трудовых мигрантов прибывало в Россию с Украины, то в последние годы наиболее крупными поставщиками рабочей силы в Россию стали Узбекистан и Таджикистан. Из стран дальнего зарубежья больше всего рабочей силы поступало из Китая, КНДР, Вьетнама, Турции и, в последнее время, Сербии. По состоянию на середину 2021 года, в заметно сократившемся числе иностранцев, которые имели действующие разрешения на работу в России, 64 % составляли граждане стран дальнего зарубежья (30,0 тыс. человек), в том числе 23 % — граждане Китая (10,8 тыс. человек), 17 % — Вьетнама (8,1 тыс. человек), 7 % — Турции (3,4 тыс. человек), 5 % — Сербии (2,3 тыс. человек), 4 % — Индии (2,1 тыс. человек). Среди граждан стран СНГ, имевших действующее разрешение на работу в конце июня 2021 года, преобладали граждане Узбекистана (6,9 тыс. человек, или 15 %) и, в меньшей степени, Таджикистана (3,9 тыс. человек, или 88 %). Среди иностранцев, имевших действующий патент в конце первого полугодия 2021 года, граждане Узбекистана составляли 62 % (803,8 тыс. человек), Таджикистана — 31 % (400,2 тыс. человек), Азербайджана — 3 % (40,9 тыс. человек), Украины — 3 % (39,4 тыс. человек), Молдавии — 1 % (17,5 тыс. человек). Поскольку в 2015 году граждане Армении, Казахстана и Киргизии получили право осуществлять трудовую деятельность в России без оформления разрешительных документов, как и граждане Белоруссии, их число среди имеющих патенты резко снизилось, а в 2020—2021 годы таковых уже не было. Не было среди имевших действующие патенты на трудовую деятельность и граждан Туркмении. Наибольшее число работников с разрешительными документами на работу в России из Киргизии зарегистрировано в 2014 году — 224,8 тыс. человек, из Армении — 176,2 тыс. человек в том же году, из Казахстана — 11,2 тыс. человек в 2009 году.
По состоянию на конец июня 2021 года число иностранных работников с разрешительными документами на трудовую деятельность в России из Узбекистана снизилось на 1,5 % по сравнению с тем же периодом 2020 года, из Таджикистана — на 1 %. Однако более существенный спад — более, чем на треть — наблюдался в конце первого полугодия прошлого года по сравнению с серединой 2019 года. Ранее подобные спады численности рабочей силы из этих республик наблюдались в 2010 и 2015 годах. Число иностранных работников из Азербайджана, остававшееся относительно стабильным в 2017—2019 годах (56-57 тыс. человек), в 2020 году сократилось вдвое, но в середине 2021 года оказалось на 0,5 % больше (42,4 тыс. человек), чем годом раньше. Число граждан Украины и Молдавии с действующими разрешениями на работу в России или патентами продолжает снижаться с 2015 года, уменьшившись в 2020 году, соответственно, на 49 % и 44 % по сравнению с 2019 годом. К середине 2021 года оно сократилось, соответственно, на 34 % и 26 % по сравнению с серединой 2020 года. Число работников из Украины (40,5 тыс. человек на конец июня 2021 года) оказалось меньше, чем из Азербайджана (42,4 тыс. человек). В то же время число украинских граждан, впервые получивших разрешение на пребывание в ЕС-27 с целью работы (оплачиваемой деятельности), увеличилось с 82 тыс. человек в 2011 году до 209 тыс. человек в 2014 году, 660 тыс. человек в 2019 году и 516 тыс. человек в 2020 году. Большая часть таких разрешений была выдана в Польше — соответственно, 62, 189, 551 и 438 тыс. (76 %, 91 %, 84 % и 85 %).
По данным МВД России, за январь-июнь 2021 года на миграционный учёт по месту пребывания было поставлено более 3,6 мил. иностранных граждан и лиц без гражданства, прибывших в Россию с целью работы. Среди них больше всего было граждан Узбекистана (46,1 %), Таджикистана (22,7 %) и Киргизии (10,5 %). В целом на эти три республики Средней Азии пришлось около 80 % поставленных на миграционный учёт из числа прибывших в Россию с целью «работа». Основная часть патентов, оформленных за первое полугодие 2021 года и действительных на конец июня, приходится на граждан Узбекистана (62 %) и Таджикистана (31 %). Большая часть разрешений на работу, оформленных за этот период, приходится на граждан Китая (33 %) и Турции (27 %), как и разрешений, действительных на конец июня (соответственно, 26 и 19 %). Граждане Киргизии, Армении, Белоруссии и Казахстана не получали в 2021 году ни разрешений на работу, ни патентов, но с ними заключались трудовые или гражданско-правовые договора об осуществлении трудовой деятельности. При этом по числу уведомлений о заключении трудового или гражданско-правового договора также лидируют, хотя и не так уверенно, приехавшие из Узбекистана (33,5 %), за которыми следуют работники из Киргизии (24,6 %), Таджикистана (14,4 %) и Армении (11,8 %), всего в сумме — 84,2 %. Число поступивших уведомлений о заключении договоров о трудовой деятельности, заметно меньше совокупного числа выданных разрешений на работу и патентов. Это свидетельствует о том, что часть международных мигрантов заняты в неформальном или теневом секторе экономики России. По данным выборочного обследования рабочей силы, проведенного во II квартале 2021 года, среди международных мигрантов 15 лет и старше, обычно проживающих на территории страны, больше всего прибывших с целью работы из Таджикистана (120 тысяч человек, или 45 % от общего числа эмигрантов из этой страны). Довольно высока доля прибывших в Россию с целью работы среди мигрантов из Киргизии (67 тыс. человек, или 36 %). Среди мигрантов из Узбекистана (350 тыс. человек) прибывшие в Россию с целью работы составляют 20 %, из Азербайджана (136 тыс. человек) — 24 %, из Молдавии (57 тыс. человек) — 21 %.
Более половины трудовых мигрантов из-за рубежа привлекается в России для работы в столичных регионах, Москве и Санкт-Петербурге с прилегающими областями, Московской и Ленинградской. По данным МВД России, в этих четырёх субъектах федерации за январь-июнь 2021 года было зарегистрировано по месту пребывания 52,3 % прибывших в Россию с цель работы. В этих регионах было оформлено 57,6 % патентов и 40,2 % разрешений на работу, из них было получено 45,8 % уведомлений о заключении договоров на осуществление трудовой деятельности. Доля иностранных граждан, учтенных по тем же основаниям в других субъектах федерации, на порядок меньше. Можно только отметить, что довольно высока доля уведомлений о заключении договоров на осуществление трудовой деятельности, полученных основании разрешений работу в некоторых регионах Дальнего Востока, Сибири и Европейского Севера (9,7 % в Приморском крае, 7,7 % в Забайкальском крае, 4,0 % в Мурманской области). Довольно значительное число уведомлений о заключении договоров на осуществление трудовой деятельности без разрешения на работу было получено в Новосибирской, Сахалинской, Самарской областях и Республике Саха (Якутия), на которые пришлось по 2,0-2,5 % от общего числа таких уведомлений.
По данным Росстата на конец июня 2021 года, наибольшая численность иностранных трудовых мигрантов привлечена в экономику Москвы (29,6 %) и Московской области (8,8 %). Кроме того, значительная часть иностранных работников трудилась в Санкт-Петербурге (13,3 %) и Ленинградской области (3,7 %), Краснодарском крае (2,8 %), Свердловской области (2,4 %), Иркутской области и Ханты-Мансийском автономном округе — Югре (по 2,0 %), Новосибирской (1,9 %) и Амурской (1,8 %) областях. Уже в 2020 году на фоне продолжающегося сокращения числа иностранных работников с действующим разрешением на работу в России Москва впервые уступила лидерство по их числу другим субъектам федерации. В 2021 году столица продолжала утрачивать лидерские позиции, отодвинувшись на четвёртое место. По данным на конец I квартала 2021 года, наибольшее число иностранных граждан с действующим разрешением на работу (включая лиц без гражданства) учтено в Ханты-Мансийском автономном округе — Югре (8,7 тыс. человек). Значительно число иностранцев, имеющих разрешение на работу, также в Краснодарском крае (5,3 тыс. человек) и Амурской области (4,4 тыс. человек). За ними следует Москва, где было учтено 3,3 тыс. иностранных граждан с действующим разрешением на работу, а за ней Московская область (2,7 тыс. человек) и Приморский край (2,0 тыс. человек). В остальных регионах число иностранных работников с действующим разрешением на работу не превышало 1 815 человек. По сравнению с тем же периодом 2020 года численность иностранных работников с действующим разрешением на работу в России снизилась в 78 из 85 регионов-субъектов федерации. Небольшой рост отмечался только в Нижегородской области, (353 человека), Ханты-Мансийском автономном округе — Югре (94 человека), Камчатском крае (27 человек), Вологодской области (10 человек) и городе федерального значения Севастополе (1 человек). В 5 регионах иностранных работников с действующим разрешением на работу на конец I квартала 2021 года не было (в республиках Алтай, Калмыкия, Ингушетия, Чечня и Ненецком автономном округе).
Число иностранных граждан, имевших действующие патенты на осуществление трудовой деятельности, в конце I квартала 2021 года оставалось наибольшим, как и в предыдущие годы, в Москве — около 262 тыс. человек. В других регионах оно заметно меньше: в Санкт-Петербурге — 132 тыс. человек, в Московской области — 90 тыс. человек, в Ленинградской области — 33 тыс. человек, в Краснодарском крае — 21 тыс. человек, в остальных регионах — менее чем по 19 тыс. человек. Число иностранцев с действующим патентом, по сравнению с тем же периодом 2020 года, снизилось в 84 из 85 регионов — субъектов федерации. Рост наблюдался только в Мурманской области (на 2 581 человека). Среди регионов с большим числом иностранных работников с действующим патентом значительное снижение отмечалось в Москве (почти на 186 тыс. человек) и Московской области (-119 тыс. человек), Санкт-Петербурге (-83 тыс. человек) и Ленинградской области (-24 тыс. человек). Более чем на 15 тыс. человек сократилось число иностранных работников с действующим патентом в Краснодарском крае (-18,4), Республике Башкортостан (-16,9), Волгоградской, Нижегородской, Иркутской областях, Республике Татарстан. Доля иностранцев, имевших действующее разрешение на работу, в конце I квартала 2021 года не превышала 1 % от общей численности занятых в 84 из 85 регионов-субъектов федерации. Выше всего она в Амурской области (1,2 %) и Ханты-Мансийском автономном округе — Югре (1,0 %). Доля лиц, имевших действующие патенты в конце марта 2021 года, составляла от 0,03 % от общей численности экономически занятых в Чеченской Республике до 5,0 % в Амурской области. Помимо Амурской области, высокие значения показателя отмечались в Санкт-Петербурге (4,3 %), Магаданской области (4,3 %), Москве (3,7 %), Ленинградской (3,5 %), Калужской (3,2 %) областях. В половине регионов — субъектов федерации эта доля не достигала 0,4 %, в центральной половине регионов (без 25 % регионов с наибольшими и 25 % с наименьшими показателями) варьировалась от 0,3 % до 0,9 %. Общая доля иностранных работников (с разрешением на работу и патентом на трудовую деятельность) среди занятых в экономике по состоянию на конец I квартала 2021 года составляла от 0,03 % в Чеченской Республике до 6,2 % в Амурской области. Довольно высока она в Магаданской области и Санкт-Петербурге (по 4,4 %), Москве (3,7 %), Ленинградской области (3,5 %), Калужской области (3,3 %), Ханты-Мансийском автономном округе — Югре, Камчатском крае, Московской, Мурманской, Сахалинской областях и Ямало-Ненецком автономном округе (2,0-2,5 %). В остальных субъектах федерации она не достигала 1,8 %. В половине регионов-субъектов федерации эта доля не превышала 0,5 %, в центральной половине регионов варьировалась от 0,3 % до 1,0 %.
Мигранты с Украины
По данным УФМС России по Москве, по состоянию на ноябрь 2015 г. на территории Российской Федерации находилось порядка 2,6 млн граждан Украины, из них — из Донбасса более 1 млн человек. В ФМС России заявили, что с 01.11.2015 г. граждане Украины, как и другие мигранты из безвизовых стран, теперь могут находиться на территории России без разрешительных документов 90 дней в течение 180 дней. Ранее гражданам Украины достаточно было выезжать из России на день и вернуться, после чего они снова могли законно оставаться в РФ в течение 90 дней.

## Вклад трудовых мигрантов в экономику России и своих стран
Труд иностранных мигрантов, по оценкам профессора Государственного университета управления Владимира Волоха, обеспечивает 7-8 % ВВП России. Численность легальных и нелегальных трудовых мигрантов (7 млн) составляет около 10 % от численности рабочей силы в России (~77 млн человек). Так как большинство мигрантов работает в теневой занятости (в 2015 г. на 10,9 млн мигрантов оформлено только 1,8 млн патентов на работу), то их труд значительно менее продуктивен, чем труд граждан в официальной занятости.
Так как большинство мигрантов работает в теневой занятости, значительная часть налоговых отчислений от результатов их труда и зарплаты не поступает в бюджет государства, оставаясь скрытой прибылью их работодателей. По заявлению главы Федеральной миграционной службы РФ Константина Ромодановского, в 2006 г. экономический ущерб, причинённый России нелегальной иностранной трудовой миграцией в виде неуплаты налогов, составил более 8 млрд долл. США, ежегодно мигранты из стран СНГ вывозят из России свыше 10 млрд долл. США.
Согласно альтернативной точке зрения, оценка вклада мигрантов в экономику РФ проводится без учёта негативных (чисто экономических) последствий использования их труда. Так, по оценкам, из-за использования предпринимателями иностранной рабочей силы тратятся дополнительные средства:
- на депортацию 55 тыс. нелегальных мигрантов (в 2016 г.) затрачено 3 млрд рублей;
- содержание одного заключённого обходится 469 тыс. рублей в год; в 2017 г. в тюрьмах РФ отбывали наказание >29 тыс. мигрантов; расходы ~14 млрд рублей;
- содержание 80 миграционных центров обходится ~16 млрд рублей в год (200 млн на 1 центр);
- имеются дополнительные расходы на обучение детей мигрантов (только в Москве 25 тыс. школьников — 3 млрд рублей); на медпомощь (роды бесплатно) и др.

Суммы официальных денежных переводов частных лиц из России в страны СНГ за 2011 год (млрд $).
Сколько денег увезли из России мигранты в 2012 году (млрд $).

## Трудовые мигранты в Москве, Московской области и Санкт-Петербурге

### Численность и национальный состав
По данным на 2002 год, 52 500 иностранцев получили разрешение на проживание и работу в Москве, среди них около 16 000 человек — это китайцы, 11 000 человек — вьетнамцы. При этом на каждого официально зарегистрированного мигранта приходилось десять нелегальных.
В августе 2007 года заместитель мэра Москвы Валерий Виноградов предложил строить специальные гостиницы для трудовых мигрантов в одной из промышленных зон столицы. Первая из них в том же году была построена из модульных блоков, сделанных в Австрии.
В 2008 году городские власти планировали ввести единую «карту гостя» для трудовых мигрантов, содержащую микрочип. На неё предполагалось вносить информацию о регистрации, прохождении медицинского осмотра. Предполагалось с её помощью контролировать род деятельности трудовых мигрантов.
По данным руководителя столичного департамента труда и занятости Олега Нетребского, за два первых месяца 2009 года в Москву с различными целями приехали 190 000 иностранных граждан, 32 000 из которых трудоустроены. При этом число зарегистрированных иностранцев на 17 % больше, чем за аналогичный период предыдущего года. По данным Нетребского, ряд московских работодателей стремится заменить своих сотрудников на трудовых мигрантов. Он приводит пример одного из предприятий, где были уволены 300 человек и была подана заявка на приём такого же количества мигрантов. На 2009 год городские власти запросили квоту на привлечение 250 000 иностранных рабочих.
По данным, которые приводит начальник управления Федеральной миграционной службы по Москве Фёдор Карповец, в апреле 2009 число приезжих трудовых мигрантов уменьшается с каждым месяцем: в начале января въезд составлял от 65 000-70 000 человек еженедельно, к апрелю это количество сократилось до 44 000. При этом нашли себе работу лишь 60 процентов из числа приехавших.

Число иностранцев, прибывших для работы в частном строительном бизнесе, например, для строительства загородных частных домов, дач и ремонта квартир, в большинстве случаев не попадало в официальную квоту. По мнению Владимира Мукомеля, доктора социологии, заведующего сектором Института социологии РАН:
«…Дело в том, что квоты ничего не регулируют. Мигранты приезжают помимо квот и устраиваются на работу. Для них это не проблема. Но в результате того, что они не могут легализоваться, они работают незаконно. Квоты, по сути дела, выполняют две основные функции — загоняют мигрантов в тень и способствуют колоссальной коррупции…»
К середине 2013 года, по данным ФМС, число трудовых мигрантов в Москве достигло 800 тысяч человек, однако, по оценкам независимых экспертов, их число значительно больше, до 2 млн человек.

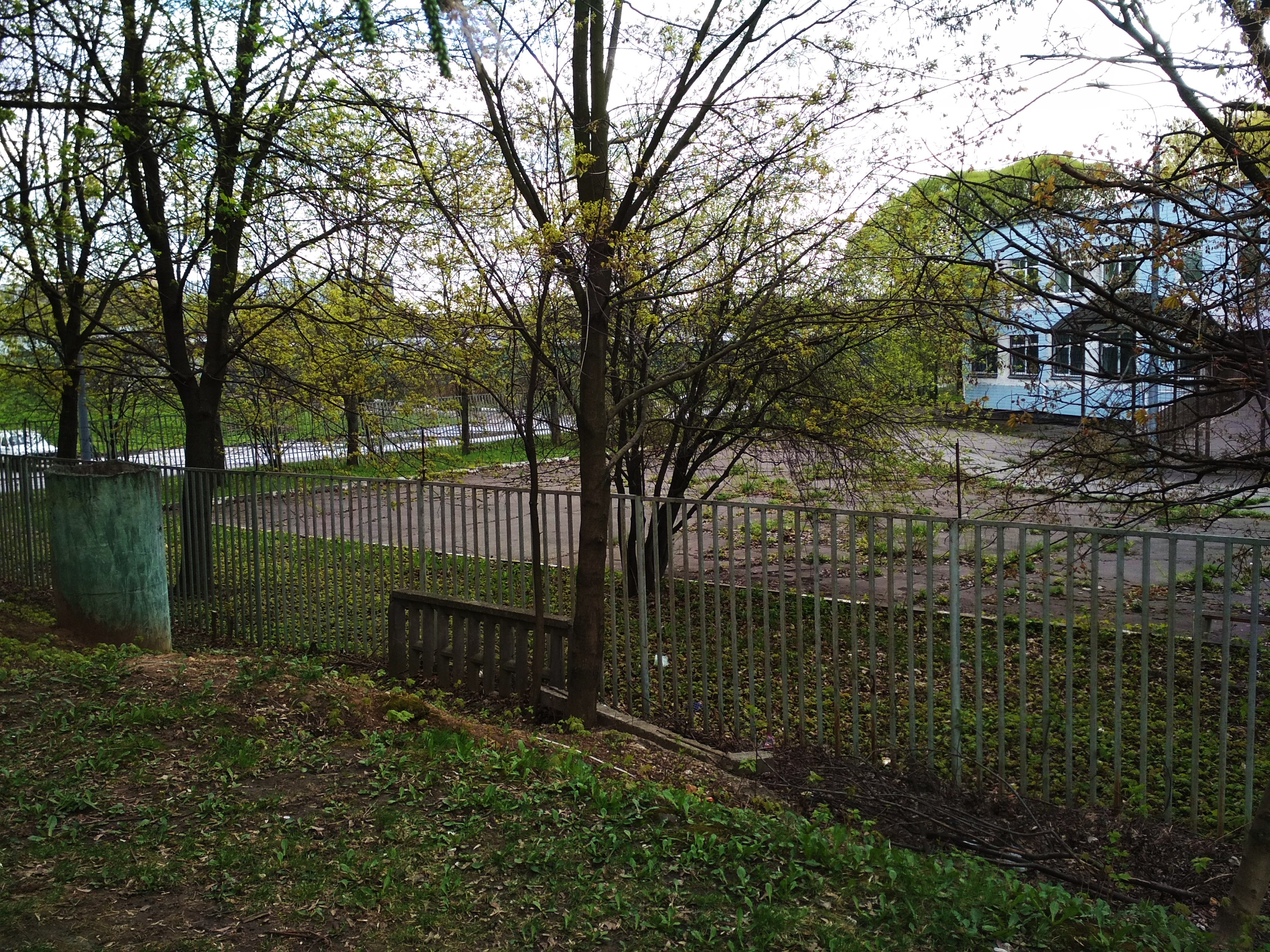
Здесь до 2015 г. находился отдел внешней трудовой миграции г. Москвы

Так называемая «гильдия дворников», работающих в ЖКХ Москвы, в 2013 г. почти целиком состояла из выходцев из Средней Азии, пишет «АиФ».

#### Современное состояние
По состоянию на начало 2014 г. на территории Москвы нелегально трудились около 1 млн трудовых мигрантов, легально — около 400 тыс. Об этом заявила начальник УФМС России по г. Москва Ольга Кириллова в эфире телеканала «Москва 24».
В конце 2014 года система квот для безвизовых трудовых мигрантов в России была отменена и введена система покупки трудовыми мигрантами патентов на работу (стоимость в Москве — 4000 руб/мес), а также сдачи ими обязательных экзаменов на знание русского языка и истории России. В 2015 году в Москве уже были задержаны торговцы фальшивыми трудовыми патентами и сертификатами о сдаче экзамена по русскому языку.
Высокая стоимость патентов и низкие зарплаты в 2015 г. снова заставляют мигрантов уходить в «тень», сообщает телеканал «360 Подмосковье». По сообщениям УФМС России по Московской области, в 2015 г. в Московской области нелегально трудятся от 200 до 500 тыс. трудовых мигрантов.
В связи со сложностью установления истинного количества трудовых мигрантов, находящихся на территории Москвы, судить об их национальном составе также приходится по различным экспертным оценкам и косвенным данным. Так, согласно переписи населения 2010 года, русские составляют 91,65 % от всех людей, указавших свою национальность, тогда как по оценкам различных СМИ и учёных этот процент может принимать значения от 31 % (некие «закрытые источники в силовых структурах») до 92 % (официальные значения переписи населения).

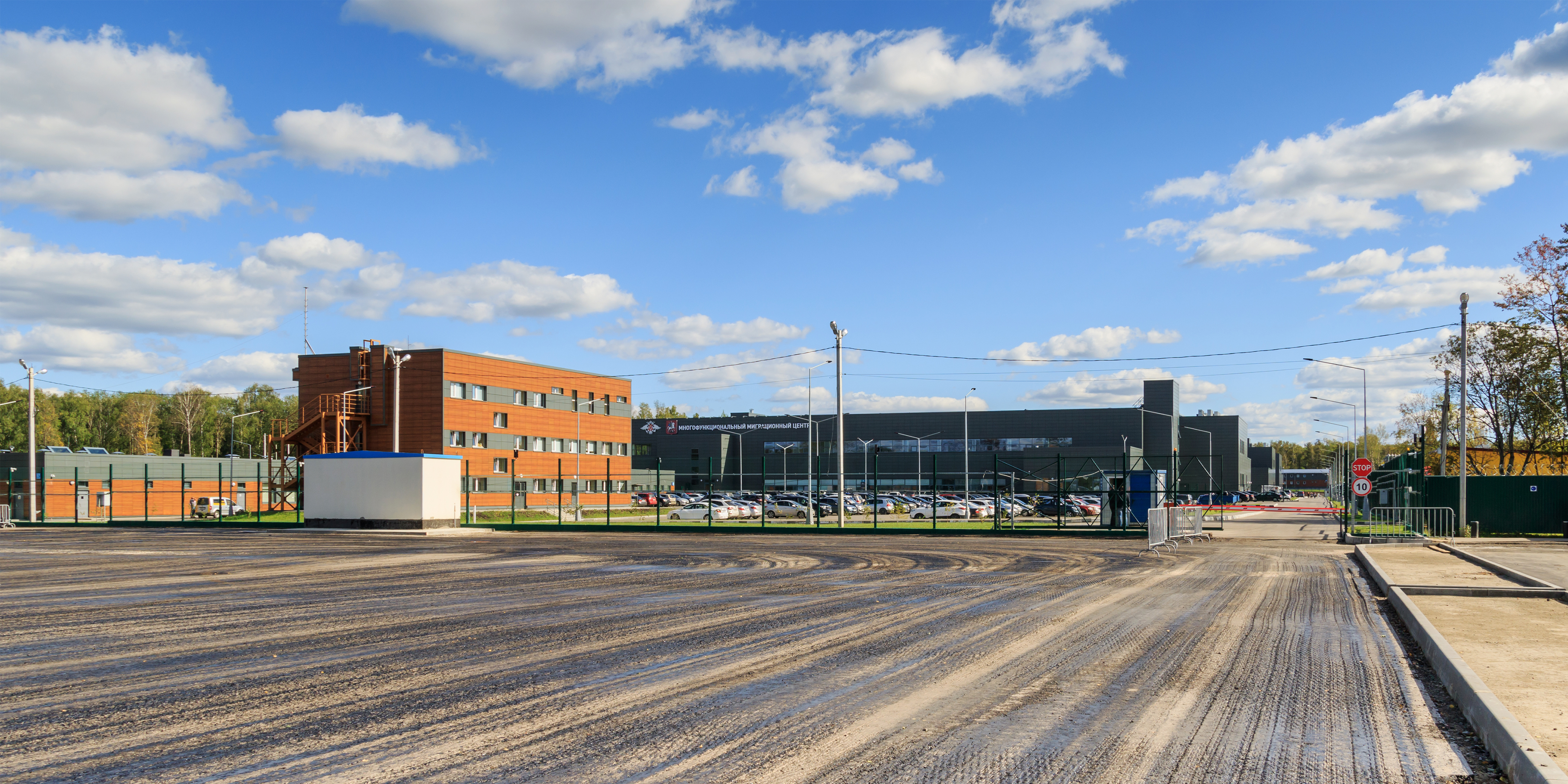
Миграционный центр в Сахарове (с 2015 г.)

### Характеристика мигрантов
Трудовые мигранты разнообразны не только по этническому составу, но и по социальным, культурным и экономическим аспектам. Так, например, каждый второй трудовой мигрант из Армении проживает на съёмной квартире, каждый четвёртый — в общежитии или у друзей и родственников; 20 % мигрантов из Средней Азии плохо знают русский язык или не знают его вовсе. В связи со значительной разнородностью миграционных потоков исследователи выделяют существенно различные модели поведения мигрантов, меняющиеся от одной посылающей страны к другой.

### Безработица, теневая занятость и конкуренция за рабочие места

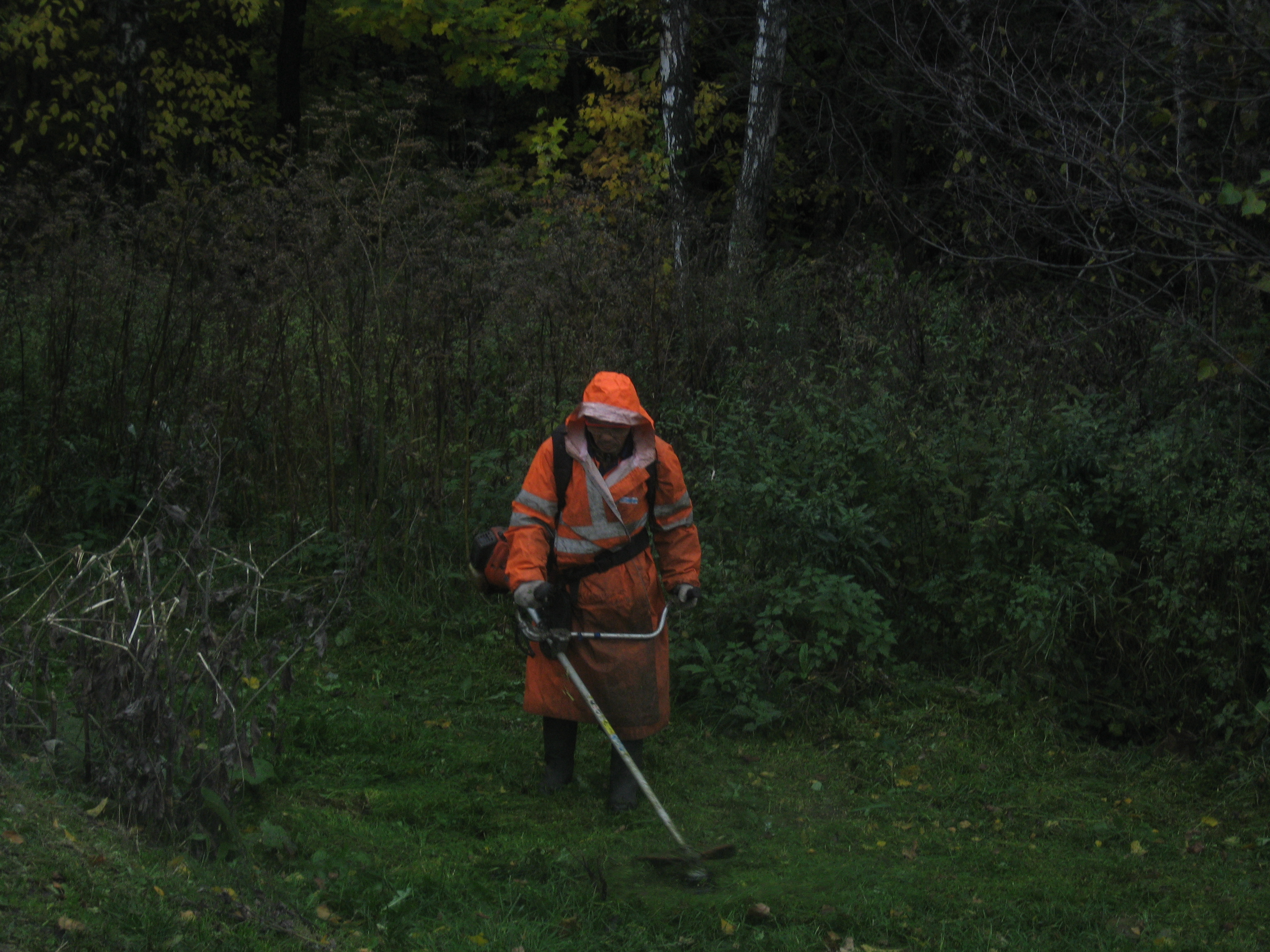
Трудовой мигрант косит траву около МКАД. Октябрь 2017 года

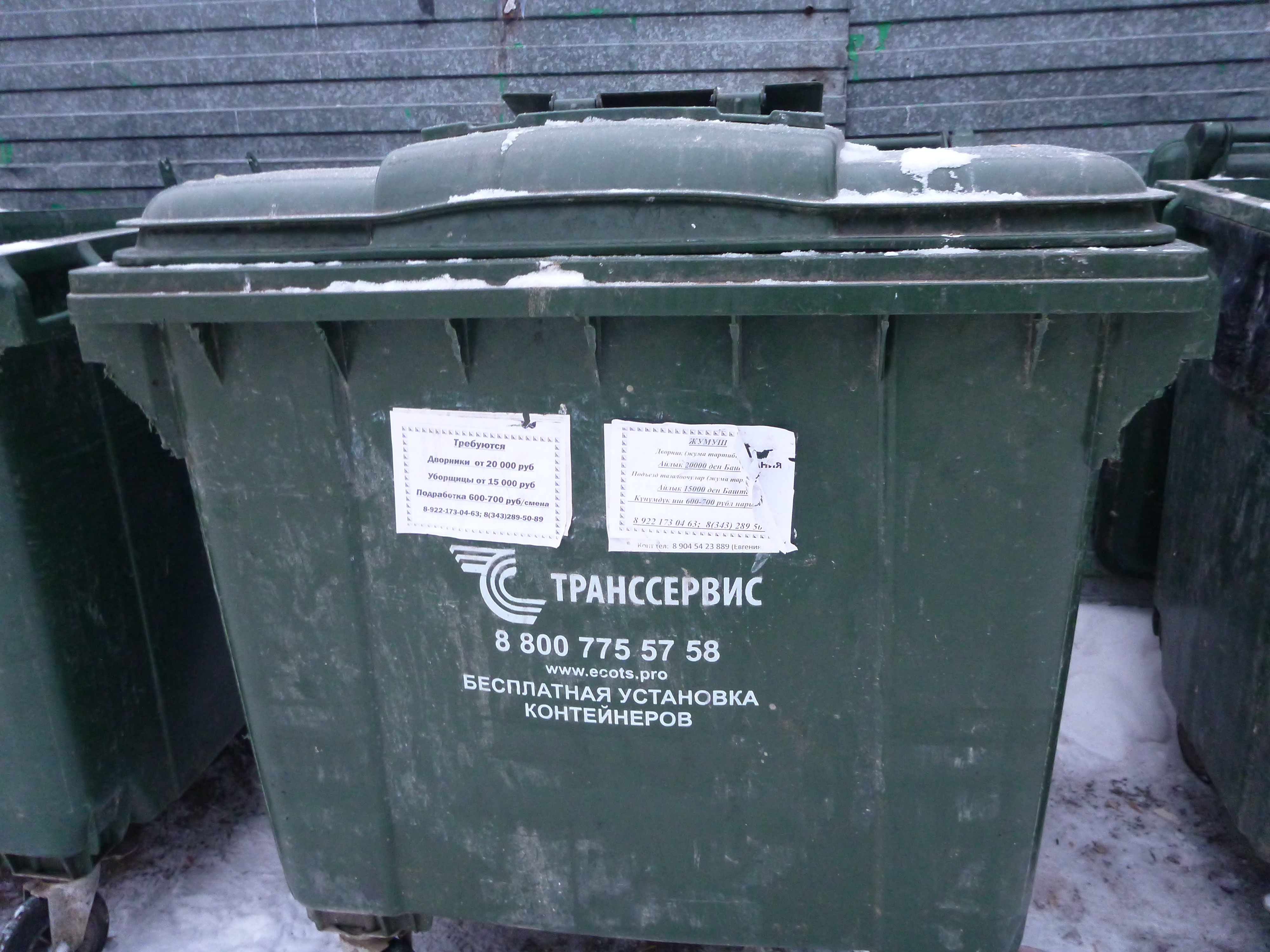
Двуязычное объявление о найме неквалифицированной рабочей силы в Екатеринбурге (на русском и киргизском языках), 2020 год

По данным «Первого канала», в Москве и Московской области, в крупных городах России работодателям выгоднее вместо местных жителей нанимать мигрантов на рабочие специальности, не требующие высокой квалификации, так как мигранты согласны на более низкую оплату труда, худшие условия и работу без оформления трудового договора. Тем самым усиливается общая бедность населения в связи с сопутствующим снижением зарплат, ростом безработицы и вынужденным переходом трудовых мигрантов и местных рабочих в теневую занятость.
В результате рынок труда оказался регулируемым не государством (в соответствии с волей его граждан), а диаспорами. По данным Центра аналитических и практических исследований миграционных процессов, некоторые сектора 100 % контролируются представителями диаспор, так, что даже представителю той же диаспоры невозможно устроиться на работу, не дав взятку и т. п. — его выживут; местные в принципе не способны конкурировать на таком «рынке труда».
.
Соображения российских работодателей следующие, пишет ИА «Regnum» в 2015 г.:
Нанимать нелегала выгодно. Ему не надо оплачивать больничный лист, отпуск. Нелегал не будет требовать повышения зарплат и выплаты премиальных. Нелегалу вообще можно не заплатить, и он никуда не пойдёт жаловаться. Ну а такая мелочь, как техника безопасности, в таких случаях вообще не рассматривается.

С этим согласен и директор Института проблем глобализации Михаил Делягин в его интервью «Комсомольской правде»:
Наша бюрократия позитивно относится к миграции, даже нелегальной. Ведь откуда все эти вопли, что преступность не имеет национальности, что мигрант всегда трудолюбив, а русский обязательно ленится? Так говорят не только либералы, которые во всё это верят. Это базовая установка, исходящая из того, что чиновнику нужен раб. Ему не нужен свободный человек, который думает, что у него есть какие-то права...

### Быт и условия труда

Трудовые мигранты — дворники митингуют перед управой района Восточное Дегунино в Москве, выражая недовольство условиями труда. Апрель 2017 года

По данным СМИ, иностранцам-чернорабочим, например, дворникам приходится отдавать значительную часть своей зарплаты своим руководителям или хозяевам и жить в расселённых домах, предназначенных под снос, подвалах, гаражах и бытовках, платить мзду правоохранительным органам.
По данным зоозащитных организаций, в 2007 году в городе участились случаи отлавливания бездомных собак рабочими-мигрантами с целью поедания, в частности, к зоозащитникам поступили коллективные письма от жителей, жаловавшихся на то, что рабочие московского предприятия «Плаза» отлавливают бездомных псов и затем их жестоко истязают, а также на некую корейскую фирму, чьи сотрудники ловят бездомных животных для последующего употребления в пищу.
Часты случаи отказа от детей женщин-мигранток, например, в Люберецком роддоме от своих новорождённых малышей отказываются сто процентов женщин-мигранток.
В 2011 г. сотрудники УФМС по г. Москва накрыли в одном из бомбоубежищ «подземный город» нелегальных трудовых мигрантов. Задержаны 110 нелегалов, большинство из них депортировано на родину, в отношении остальных сотрудниками МВД проводятся проверки на выявление их причастности к уголовным преступлениям.
Газоны вокруг консульства Таджикистана в районе Арбата местные жители вынуждены обходить стороной. Сотни граждан Таджикистана приезжают сюда каждый день за справками, при этом в консульстве нет даже туалета.
Наличие на рынке труда большого количества рабочей силы, готовой работать в любых условиях за относительно невысокую плату и легко заменяемой на новую (в случае профессионального заболевания, травмы и даже смерти), в сочетании с недостаточным вниманием государства к стимулированию работодателей улучшать условия труда приводит к неуклонному росту доли рабочих мест с опасными и / или вредными условиями труда, к имитации защиты работников: выдачи неэффективных средств индивидуальной защиты. Нежелание местных жителей работать в опасных и вредных для здоровья условиях становится дополнительной причиной их вытеснения мигрантами.

### Уличные биржи труда
В 2012 г. в московском метро на станциях «Комсомольская» и «Добрынинская» действовали нелегальные биржи мигрантов. В 2013 году подмосковные полицейские закрыли биржу труда мигрантов-нелегалов, действовавшую в Московской области.

### Преступность
По данным на 2012 год, которые приводит Официальный сайт МВД, «в январе — декабре 2012 года на территории России зарегистрировано 2 302 200 преступлений. Иностранными гражданами и лицами без гражданства на территории России совершено 42 700 преступлений, что на 5,1 % меньше, чем за январь — декабрь 2011».
| Год                | Зарегистрировано преступлений, тыс. | Раскрыто преступлений, за исключением преступлений прошлых лет тыс. | Преступления, совершённые иностранными гражданами и лицами без гражданства в России | Преступления, совершённые иностранными гражданами и лицами без гражданства в России | Преступления, совершённые гражданами СНГ в России | Преступления, совершённые гражданами СНГ в России |
| ------------------ | ----------------------------------- | ------------------------------------------------------------------- | ----------------------------------------------------------------------------------- | ----------------------------------------------------------------------------------- | ------------------------------------------------- | ------------------------------------------------- |
| Год                | Зарегистрировано преступлений, тыс. | Раскрыто преступлений, за исключением преступлений прошлых лет тыс. | Количество, в тыс.                                                                  | Доля в %                                                                            | Количество, в тыс.                                | Доля в %                                          |
| 2003               | 2756,4                              | 1474,0                                                              | 40,6                                                                                | 1,5                                                                                 | 37,3                                              | 1,4                                               |
| 2004               | 2893,8                              | 1524,8                                                              | 48,9                                                                                | 1,7                                                                                 | 45,1                                              | 1,6                                               |
| 2005               | 3554,7                              | 1642,8                                                              | 51,2                                                                                | 1,4                                                                                 | 46,6                                              | 1,3                                               |
| 2006               | 3855,4                              | 1745,4                                                              | 53,0                                                                                | 1,4                                                                                 | 47,5                                              | 1,2                                               |
| 2007               | 3882,5                              | 1718,6                                                              | 50,1                                                                                | 1,4                                                                                 | 45,3                                              | 1,3                                               |
| 2008               | 3209,9                              | 1655,1                                                              | 53,9                                                                                | 1,7                                                                                 | 48,8                                              | 1,5                                               |
| 2009               | 2994,8                              | 1589,1                                                              | 58,0                                                                                | 1,9                                                                                 | 53,1                                              | 1,8                                               |
| 2010               | 2628,8                              | 1370,0                                                              | 49,0                                                                                | 1,9                                                                                 | 44,6                                              | 1,7                                               |
| 2011               | 2404,8                              | 1253,0                                                              | 45,0                                                                                | 1,9                                                                                 | 40,5                                              | 1,7                                               |
| 2012               | 2302,2                              | 1252,8                                                              | 42,7                                                                                | 1,8                                                                                 | 37,3                                              | 1,6                                               |
| Средний показатель |                                     |                                                                     |                                                                                     | 1,6                                                                                 |                                                   | 1,5                                               |

Представители Генпрокуратуры и Федеральной миграционной службы России считают, что «на фоне более миллиона совершаемых в России преступлений 50 с лишним тысяч совершаемых иностранными гражданами выглядят несерьёзно, даже говорить не о чем».
Однако по данным Следственного комитета, «в первом полугодии 2011 года каждое седьмое убийство и почти половина изнасилований в Москве совершены нелегальными мигрантами».
Зарубежные рабочие в России нередко сами становятся жертвами жестоких преступлений. В то же время, по оценкам независимых экспертов, например, Михаила Делягина, трудовые мигранты совершают в 3-4 раза больше преступлений, чем совершается против них.
22 мая 2009 года Председатель Следственного комитета Российской Федерации Александр Бастрыкин выступил с резкими заявлениями на межведомственном совещании по вопросам борьбы с преступностью среди мигрантов и совершенствованию миграционной политики, отметив, что трудовые мигранты переходят на нелегальное положение, объединяются в группы, создают банды для нападений и похищения имущества. Так же он отмечал искажение данных в отчётах ФМС по нелегальной иммиграции, назвав их «бравурными докладами, звучащими в высоких кабинетах» и сообщил следующую информацию:

По данным следственного комитета, 36 000 иностранцев совершили 54 000 тысячи преступлений. Каждое третье преступление в Москве совершается нелегальными мигрантами. Но при этом чиновники из ФМС рапортуют чуть ли не о тысячах выдворенных из страны нелегалов.

"Комсомольская правда" 25.03.2011 г. приводит слова старшего следователя-криминалиста Главного следственного управления СКР по Москве, подполковника юстиции Максима Малькова:
«Из совершённых в 2010 г. в Москве 372 изнасилований, — 130 приходится на долю иностранных граждан, в подавляющем большинстве выходцев из бывших союзных республик. Причём лишь 10 процентов из них имели официальное разрешение на работу в России».
14 мая 2016 г. в Москве на Хованском кладбище произошла массовая драка между нелегальными трудовыми мигрантами из Средней Азии и выходцами с Северного Кавказа, с участием около 200 человек, которые, по данным полиции, не поделили объёмы работ. В ходе побоища применялось огнестрельное оружие, металлическая арматура, погибли 3 человека, ранены 26 (половина с огнестрельными ранениями), 111 задержаны. Для задержания участников побоища были стянуты дополнительные силы полиции, перекрыты несколько улиц.
За первое полугодие 2022 г. МВД зафиксировало рост преступности среди мигрантов по сравнению с предыдущим годом на 10 %, участились случаи нападений на сотрудников правоохранительных органов, случаи совершения тяжких и особо тяжких преступлений. В 2020 г. ранее этот показатель, наоборот, снижался. Абсолютное большинство преступлений (78,3 %) совершили выходцы из стран СНГ. Ситуацию обостряет некомплект штатов МВД, и массовая отправка сотрудников, именно мужчин, на Украину.

### Терроризм
В октябре 2015 г. в Москве полицией был задержан гражданин Таджикистана, являвшийся главарём одной из ячеек запрещённой в России международной террористической организации «Хизб ут-Тахрир», действовавшей в московском регионе. По оперативным данным, он занимался вербовкой, пропагандой радикального ислама и построения на территории России исламского халифата. При задержании он оказал активное сопротивление.
Теракт в метро Санкт-Петербурга 3 апреля 2017 г. предположительно совершил мигрант из Киргизии Акбаржон Джалилов, получивший не так давно российское гражданство. В ходе расследования теракта были задержаны ещё несколько мигрантов из Средней Азии, подозревающихся в его подготовке и создании ячейки «ИГИЛ» в Санкт-Петербурге.
Как заявил в апреле 2017 года глава ФСБ Александр Бортников, трудовые мигранты из стран СНГ составляют костяк террористических группировок на территории РФ.
Приток мигрантов из стран Средней Азии в РФ создаёт среду, в которой действуют ваххабитские структуры и Хизб ут-Тахрир аль-Ислами (запрещена в РФ). На современном этапе они ставят перед собой задачу не столько совершать теракты, сколько проникать в органы власти, силовые структуры (ФССП), суды и др..

### Завоз инфекционных заболеваний и паразитов
После 1991 г. в ряде стран СНГ значительно ухудшилась санитарно-эпидемиологическая обстановка и качество медицинского обслуживания населения, что привело к распространению там различных заболеваний, в том числе инфекционно-опасных (примеры: тиф, сибирская язва). Власти этих стран не уделяют адекватного внимания ни профилактике и лечению заболеваний, ни улучшению социально-экономической обстановки. Это побуждает большое количество граждан, в том числе больных, ехать на заработки и стремиться переселиться в РФ. В результате происходит занос и распространение разнообразных инфекционных заболеваний и паразитов, в том числе считавшихся уже давно побеждёнными, среди коренного населения РФ.
Возросла заболеваемость полиомиелитом, дифтерией и коклюшем. Увеличение заболеваемости дифтерией сопровождалось высокой летальностью. По сравнению с 1987 г. заболеваемость педикулёзом в 1992 г. возросла в 5-6 раз.
По данным, зафиксированы многочисленные случаи завоза кишечных гельминтов, аскаридоза, дифиллоботриоза и др. Наибольшее количество заболевших зарегистрировано в Москве, Санкт-Петербурге, Республике Саха (Якутия), Ханты-Мансийском автономном округе, Краснодарском крае. Причём в 1999—2002 в Москве и ряде регионов РФ вся заболеваемость аскаридозом, описторхозом, дифиллоботриозом и трихоцефалёзом формировалась исключительно за счёт завозных случаев.
Большинство случаев завоза малярии (до 500 ежегодно) возникает из-за приезда больных и невылеченных мигрантов из закавказских и азиатских стран СНГ. По оценкам экспертов, в Москве и области с мая по сентябрь находилось порядка 2 млн мигрантов из Азербайджана и Таджикистана. В 2001 и 2003 гг. из-за эпидемии в Таджикистане большая часть случаев завоза инфекции была из этой страны. В 2003 г. только в Московской области зарегистрировано свыше 300 случаев заболевания малярией, завезённой носителями — трудовыми мигрантами из Азербайджана и Таджикистана. В 2018 г. заболеваемость малярией в РФ по сравнению с предыдущим годом возросла на 66,7 %.
Завозные случаи трихоцефалёза выявлены также у ~10 % рабочих, беженцев и переселенцев из стран ближнего зарубежья — Украины, Киргизстана, Таджикистана, Азербайджана, Узбекистана и др. У лиц, торгующих на рынках в Москве и приехавших из стран СНГ и регионов РФ выявлено ~7 % завозных случаев трихоцефалёза.
Прибытие инвазированных геогельменитами может создать на территории РФ новые очаги гельминтозов.
По данным, неблагополучная эпидемическая обстановка по холере имелась в Кыргызстане, Узбекистане, Туркменистане и Таджикистане. При этом организация противоэпидемических мероприятий может быть затруднена из-за того, что, например, длительность авиаперелёта, как правило, превышает длительность инкубационного периода большинства заболеваний; в транспортных средствах система вентиляции может способствовать распространению микроорганизмов среди скопления людей, а на ранней стадии клиническая картина многих болезней схожа.
По данным, распространённость туберкулёза среди мигрантов значительно выше, чем среди коренного населения РФ. Это объясняется тем, что в странах, откуда они приехали, туберкулёз встречается часто (а в Узбекистане доля случаев заболевания туберкулёзом с множественной лекарственной устойчивостью составляет 23 % всех регистрируемых случаев; причём в северо-западной части страны в 2010—2011 гг. — до 40 % от числа новых случаев, и до 75 % от числа ранее выявленных случаев); нередко мигранты проживают скученно и имеют ограниченный доступ к медицинской помощи (~22 % практикует самолечение; в Москве, Волгограде, Тамбове и Оренбурге 92 % не имели медицинской страховки). Рассматривая проблему финансирования оказания медицинской помощи мигрантам (включая нелегальных и безработных), авторы отмечают, что сейчас власти в РФ считают необходимым для обеспечения медицинской помощи, выходящей за пределы экстренных ситуаций, использовать приобретение полиса добровольного медицинского страхования. Но он не покрывает расходов на лечение таких заболеваний, как туберкулёз. В 2014 г. 67-я сессия ВОЗ приняла Глобальную стратегию по противодействию туберкулёзу, которая призывает облегчить доступ мигрантам к медицинской помощи вне зависимости от их статуса (то есть, фактически — из бюджета, формируемого за счёт отчислений коренных налогоплательщиков). Авторы статьи предложили обеспечить финансирование лечения мигрантов в РФ за счёт средств межгосударственной системы медицинского страхования, что позволило бы снизить риск распространения инфекционных заболеваний в РФ и обеспечить лечение мигрантов. Они аргументируют это тем, что многие мигранты выезжают в РФ при поддержке властей страны проживания и платят там отчисления для содержания (местной) системы здравоохранения. Однако на момент написания статьи такой механизм отсутствовал.
В Санкт-Петербурге были выявлены штаммы туберкулёза, не поддающиеся лечению. Так как в среднеазиатских государствах очень серьёзная ситуация с заболеваемостью туберкулёзом, проблемы приезжают и в РФ вместе с трудовыми мигрантами. При этом, по данным английских медиков, оказалось, что возможности флюорографии по выявлению заболевания ограничены. Не пресекаемая властями торговля медицинскими книжками делает прохождение медосмотров бессмысленной формальностью.
Поскольку в РФ регулярные медосмотры проходят порядка 10 % мигрантов, это повышает риск распространения различных заболеваний: ВИЧ, кори, энцефалита, брюшного тифа, оспы.
В Астрахани в 2015 г. выявлен мигрант из Таджикистана, ранее два раза работавший на строительстве медицинского центра в Химках, больной проказой.

#### Правовой аспект
Реагируя на тот факт, что во многих случаях причиной заболеваний является приезд больных иностранных граждан, правительство РФ в 2002 г. приняло постановление, обязывающее при получении разрешения на временное проживание предъявлять справки, свидетельствующие об отсутствии ряда заболеваний, представляющих опасность для окружающих.
Согласно письму Роспотребнадзора, иностранный гражданин (и члены его семьи) должен представить органам внутренних дел сертификат об отсутствии ВИЧ-инфекции, наркомании, и что он не страдает ни одним из инфекционных заболеваний, которые представляют опасность для окружающих. К числу таких заболеваний, согласно приказу Минздрава РФ (2015 г.), относили: туберкулёз; лепра (болезнь Гансена); сифилис; болезнь, вызванная вирусом иммунодефицита человека (ВИЧ); бессимптомный инфекционный статус, вызванный вирусом иммунодефицита человека (ВИЧ). В соответствии с приказом Минздрава № 555 «О совершенствовании системы медицинских осмотров трудящихся и водителей индивидуальных транспортных средств» для работников ряда организаций требовалось проводить предварительные и периодические медосмотры для выявления:
1. у работников предприятий пищевой промышленности, общественного питания, торговли, дополнительно: гонореи, носительство возбудителей кишечных инфекций, гельминтозы, патогенные стафилококки;
2. у работников детских образовательных и санаторно-оздоровительных учреждениях, дополнительно: гонореи, носительство возбудителей кишечных инфекций, гельминтозы, патогенные стафилококки;
3. у работников лечебно-профилактических учреждений, дополнительно: гонореи, кишечных инфекций, гельминтозы, патогенные стафилококки;
4. у работников предприятий ЖКХ, дополнительно: носительство возбудителей кишечных инфекций, гельминтозы.

Таким образом, широкий круг заболеваний (и паразитов), завозимых трудовыми мигрантами в РФ, не охватывается даже при полноценном проведении предварительных и периодических медосмотров. В то же время, по данным, из миллионов мигрантов, прибывших и находившихся в РФ в 2007 г., медицинское освидетельствование прошло всего лишь 600 тысяч. Таким образом, в условиях довольно высокого уровня безработицы среди коренного населения наблюдается широкое использование труда мигрантов, нередко больных инфекционными заболеваниями, опасными для окружающих. В 2007 г. среди них (из 600 тыс. обследованных) выявили: 7989 больных инфекциями, передающимися половым путём; 3058 больных туберкулёзом; 1615 больных ВИЧ; и 13999 больных другими инфекциями (суммарно: больны > 4,4 % от обследованных).

### Формирование анклавов и интеграция
В 2007 году председатель совета муфтиев Нафигулла Аширов предложил создать в крупных городах, в частности, в Москве, специальные этнические микрорайоны с мусульманскими школами, детскими садами и другой инфраструктурой, мотивируя тем, что в таких кварталах у представителей некоренных национальностей, исповедующих ислам, будет меньше риск подвергнуться нападению нацистов и радикальных шовинистов. Однако представители ряда мусульманских общин, например, первый заместитель председателя центрального духовного управления мусульман Альбир Крганов и председатель координационного центра мусульман Кавказа Исмаил Бердиев подвергли резкой критике эту идею. Не согласны с подобными предложениями и представители других конфессий, в частности, председатель конгресса еврейских религиозных организаций и объединений Зиновий Коган. В интервью изданию «Газета» он заявил: 
Это - тупиковый путь. Россия всегда была богата и сильна тем, что она - веротерпимая страна. И я не вижу причин закрываться. Наоборот, чем больше ты раскрываешься и становишься понятнее другим, тем надёжнее и спокойнее твоё будущее
.
Руководитель пресс-службы московского патриархата священник Владимир Вигилянский, также не разделяющий идеи создания анклавов для мигрантов, приводит в пример Францию, где в пригородах Парижа и других мегаполисов такая скученность приезжих, не желающих интегрироваться, привела к конфликтам. По его словам, отсутствие устремлений к адаптации приводит к тому, что на этих территориях граждане пытаются жить по своим законам и противопоставляют себя той культуре, в которой живут.
Между тем, учёные Центра по изучению межэтнических отношений Института этнологии и антропологии Ирина Субботина и Любовь Остапенко, основываясь на результатах переписи 2002 года, наметили очаги возможного формирования этнических анклавов по районам Москвы:
- Куркино — 24,5 % приезжих;
- Северное Тушино — 24,2 %;
- Южное Тушино — 21,5 %;
- Фили-Давыдково, Раменки и Можайский — от 27,5 до 32,3 %;
- Дорогомилово — 35,1 % (основной процент составляют украинцы);
- Измайлово — 35,9 % (доля китайцев превышает среднемосковские показатели в 56 раз, вьетнамцев — в 35 раз)
- Вешняки — 41,8 % (азербайджанцев в 5 раз больше, чем в среднем по Москве, таджиков — в 6 раз, узбеков — в 12 раз);

Из-за сложности интеграции в местную российскую культуру и общество по различным (религиозным, национальным, социальным, языковым, культурным) причинам иностранные трудовые мигранты из Средней Азии создают в Москве свою параллельную инфраструктуру (национальные кафе, закусочные, дискотеки, медицинские клиники и т. п.), куда местные жители обычно не заходят. Так, по состоянию на 2015 г. в Москве существует около 80 киргизских клубов-кафе, есть киргизские клубы единоборств, больницы, билетные кассы, агентства недвижимости и т. п. В отличие от американских «Чайна-Таунов», подобные национальные сообщества пока не носят в Москве территориальной локализации, в то же время способствуют общению и объединению в национальных сообществах (землячествах), а также постепенной интеграции трудовых мигрантов в городской среде. Социологи из РАНХиГС предлагают задействовать для интеграции мигрантов в российское общество бывшие районные Дома культуры, ныне почти бездействующие, а также их новый общественный проект — Школу организаторов местных сообществ (ШОС).

### Выступления против нелегальных мигрантов
В 2007 году члены молодёжного политико-экологического движения «Местные» проводили совместно с Федеральной миграционной службой рейды по задержанию нелегальных мигрантов в Московской области. 15 сентября они на 20 автомобилях прибыли на строительный рынок на Ярославском шоссе в Перловке с транспарантом «Пора лететь на юг!». В ходе другой подобной акции на рынке в Реутове несколько трудовых мигрантов, по данным СМИ, получили телесные повреждения.
В 2008 году члены националистической организации ДПНИ (запрещена в России с 2011 г.) расклеивали в Москве листовки с надписью «Мир, труд, Май. Гастарбайтер — уезжай!», а затем провели демонстрацию под аналогичным лозунгом, в которой приняли участие несколько сотен человек.
В сентябре 2013 года около 30 представителей зарегистрированных общественных групп "Ассоциация «Щит и Меч» г. Москва и «Нарко-стоп», которые борются с торговцами спайсами, пытались ворваться в общежитие мигрантов в Капотне, чтобы задержать там выявленных ими ранее нелегалов, торгующих спайсами. В ход шли дымовые шашки, которыми пытались выкурить забаррикадировавшихся нелегалов, со стороны нелегалов по общественникам был применён травматический пистолет, ранен 1 прохожий. Массовой драки возле общежития мигрантов удалось избежать лишь случайно. На выстрелы прибыли сотрудники полиции, которые задержали около 60 человек с обеих сторон, в том числе стрелявшего и лидеров «Щита Москвы» и «Наркостопа». По итогам расследования 20 нелегалов, задержанных после драки в общежитии в Москве, были выдворены из страны.

### Использование мигрантов в российско-украинской войне
С момента российского вторжения на Украину в 2022 году российские войска начали нести большие людские потери. Для восполнения живой силы власти применили комплекс мер среди которых: мобилизация, контрактная служба, привлечение ЧВК и заключённых, а также завлечение мигрантов на фронт. Мигрантов завлекали пропагандой, обещанием больших выплат и упрощённого получения гражданства, а также, пользуясь юридической безграмотностю приезжих, угрозами и заведением фиктивных дел на них. В то же время по законам государств откуда прибыли мигранты наёмничество запрещено и даже были случаи тюремного заключения за это. Силы мигрантов использовались для рытья траншей, а также в лобовых штурмах украинских позиций.
Российские власти не желая проводить непопулярную среди населения вторую волну мобилизации накануне выборов президента 2024 года, продолжают совершать облавы и под разными предлогами отправить мигрантов на российско-украинскую войну.
В июне 2024 года председатель СК РФ Александр Бастрыкин сообщил, что в стране было выявлено свыше 30 тысяч иностранцев, получивших российское гражданство, но не вставших на военный учёт. После постановки на учет, 10 тысяч из них были отправлены в тыловые подразделения для рытья окопов и создания укреплений.

## В искусстве
По сообщению от 19 июня 2009 года на сайте «Российской газеты», в Москве по инициативе неназванной группы лиц планировалось установить первый в мире памятник рабочему-эмигранту, предполагалось, что памятник расположится на территории рынка строительных материалов «Каширский двор», откуда традиционно начинается ремонт для многих жителей столицы и Подмосковья.
Узбекским режиссёром Юсупом Разыковым был снят художественный фильм «Гастарбайтер» (2009 г.) с участием узбекских и российских актёров.
В сериале "Наша Russia" есть два персонажа-гастарбайтера: Равшан и Джамшут. Также, про этих персонажей есть отдельный полнометражный фильм "Наша Russia: яйца судьбы"

## Отношение общества
Как считает ведущий специалист социологического фонда «Общественное мнение» Ирина Шмерлина, в России существуют несколько распространённых представлений об этих людях. В частности, принято считать, что трудовые мигранты — люди несчастные и обездоленные, вынужденные тяжёлым, грязным, непрестижным трудом зарабатывать деньги, чтобы не умереть с голоду; они живут в нечеловеческих условиях — как бомжи; страдают от враждебной, не принимающей их социальной среды, вынуждены терпеть унижения и открыто агрессивное к себе отношение; трудовые мигранты — люди низкого культурного и интеллектуального уровня, что позволяет им переносить тяжёлые условия труда и быта.
Из опроса Левада-центра следует, что наиболее отталкивает низкое знание русского языка (из-за этого — затруднённая коммуникация), низкая квалификация рабочих, неопрятный внешний вид и открытая демонстрация своей культуры. Низкое владение правилами этикета отметила пятая часть опрошенных, хотя некоторые, наоборот, проголосовали в пользу положительных коммуникативных качеств. Насчёт решения вопроса трудовой миграции и получения мигрантами гражданства мнения россиян сильно различаются.
По данным опроса «Левада-центр», приведённым 05.04.2011 г. на сайте «Радио Свобода», 68 % россиян хотели бы ограничить поток приезжих, и только 24 % выступают за то, чтобы не ставить на пути этого потока административные барьеры и пытаться использовать его на благо России.
По данным соцопроса, проведённого на сайте «АиФ» в 2012 г., 68 % россиян считали, что иностранные мигранты только лишь отнимают работу у россиян и повышают уровень преступности.
По данным опроса от 03.07.2013 г. «Левада-центр», на вопрос, «Считают ли они, что присутствие мигрантов в их городе/регионе чрезмерно?», ответили «да» или «скорее да» 69 % граждан России. На вопрос, «согласны ли вы с тем, что ваши родственники и знакомые готовы делать работу, которую сейчас выполняют мигранты?», 57 % граждан России ответили «да» или «скорее да».

## Законодательство о трудовой иммиграции
Суммарный срок временного пребывания иностранного гражданина на территории Российской Федерации, без оформления им патента на работу или без указания обстоятельств, предусмотренных в некоторых случаях законодательством РФ (для беженцев и т. п.), не может превышать 90 дней в течение каждого периода в 180 дней.
В России с 1 января 2015 года вступили в силу поправки в Федеральный закон от 25.07.2002 № 115-ФЗ «О правовом положении иностранных граждан в РФ», согласно которым получить патент на работу необходимо в течение 30 дней с момента въезда в страну. Нарушение этого срока повлечёт за собой отказ в приёме заявления о выдаче патента. Оформляться патенты будут только для тех иностранных граждан, которые указали в миграционной карте в качестве цели приезда в Россию работу. В Москве, например, патент стоит 4000 рублей в месяц. Иностранный гражданин для получения патента на работу должен владеть русским языком, знать основы истории России и основы законодательства Российской Федерации, пройти медицинское освидетельствование, купить полис ДМС, встать на миграционный и налоговый учёт.
В случае выявления нарушений при оформлении патента, нарушения сроков пребывания и при нелегальной занятости иностранных граждан устанавливается административная ответственность иностранных граждан и их работодателей (штрафы и административное выдворение).
Согласно статье 27 Федерального закона от 15.08.1996 № 114-ФЗ (ред. от 13.07.2015) «О порядке выезда из Российской Федерации и въезда в Российскую Федерацию», вводится дифференцированный запрет на въезд в Россию для иностранных мигрантов-нарушителей:
- нарушение срока законного пребывания (120 суток) — въезд на территорию России будет запрещён в течение 3 лет, с привлечением к административной ответственности;
- за правонарушения на территории России более 2 раз в течение 3 лет — запрет въезда до 3 лет;
- неоднократное в течение 1 года нарушение режима пребывания или порядка осуществления трудовой деятельности на территории России, а также 2 и более раз нарушения общественного порядка — запрет въезда на 5 лет;
- выдворение иностранного гражданина за пределы России, депортация либо передача по реадмиссии — запрет въезда на 5 лет;
- повторное выдворение (депортация или реадмиссия) — запрет въезда до 10 лет,
- с 10.01.2015 — запрет въезда на 10 лет для иностранных граждан или лиц без гражданства, незаконное непрерывное пребывание на территории России у которых составляет больше 1 года.

По состоянию на 11.01.2015 г. въезд в Россию был закрыт для 1,3 млн нарушителей миграционного законодательства.
УФМС по г. Москва информирует, что для выездной проверки разрешений на работу у трудовых мигрантов, работающих на стройках Москвы, достаточно лишь звонка на горячую линию миграционной службы. Действительность патента на работу можно также проверить на сайте ФМС.
Трудовым мигрантам — гражданам государств — членов Евразийского экономического союза (Казахстан, Белоруссия, Армения, Киргизия), покупать патент на работу в РФ не требуется, они приравнены в трудовых правах с гражданами РФ.
24 апреля 2020 года Президент Российской Федерации Владимир Путин подписал Федеральный закон № 135-ФЗ "О внесении изменения в статью 133 Федерального закона «О правовом положении иностранных граждан в Российской Федерации». Согласно новому закону было убрано ограничение на количество обращений за переоформлением патента, а значит иностранные граждане смогут обращаться за переоформлением патента на работу неограниченное количество раз без необходимости выезжать за пределы РФ.
08 июня 2020 года Президент Российской Федерации Владимир Путин подписал Федеральный закон № 182-ФЗ "О внесении изменений в Федеральный закон «О миграционном учёте иностранных граждан и лиц без гражданства в Российской Федерации», который внес изменения в закон о миграционном учёте иностранных граждан и лиц без гражданства в РФ N 109-ФЗ. Согласно новому закону, иностранные граждане смогут регистрировать как себя, так и других иностранных граждан в своей недвижимости, то есть ставить себя и их на миграционный учёт по своему адресу.
24 июля 2020 года вступил в силу Федеральный закон № 134-ФЗ об упрощении процедуры приема в гражданство РФ. Согласно новому закону, иностранные граждане могут обращаться с заявлением о приеме в гражданство РФ в упрощенном порядке. В частности, иностранцам не нужно будет отказываться от своего гражданства для вступления в гражданство РФ.
5 августа 2020 года вступил в силу Федеральный закон N16-ФЗ, который упрощает процедуру трудоустройства иностранных граждан, обучающихся в ВУЗах на территории РФ. Теперь иностранные студенты-очники могут легально осуществлять трудовую деятельность на территории России без патента или разрешения на работу.
15 мая 2023 года Министерство труда России расширило список профессий и специальностей иностранцев, имеющих право на получение гражданства России в упрощенном порядке. Список увеличили до 203 позиций. Ранее в нём было 173 позиции. Соответствующий приказ опубликовали на официальном интернет-портале правовой информации 14 июня 2023 года. Он вступает в свою законную силу 14 января 2024 года. Предыдущий приказ от 5 апреля 2022 года признан утратившим свою силу.
С 26 октября 2023 года граждане стран ЕАЭС смогут самостоятельно вставать на миграционный учёт в России при соблюдении определённых условий.
Новый порядок начнет действовать с вступлением в силу дополнений федерального закона «О миграционном учёте иностранных граждан и лиц без гражданства в Российской Федерации».
Онлайн-постановка на миграционный учёт будет возможна через портал «Госуслуги». Для этого необходимо создать личный кабинет на Едином портале, а также зарегистрироваться в единой системе идентификации и аутентификации (ЕСИА). Особо отмечается, что у собственника жилья в России, принимающего иностранца, также должен быть личный кабинет на «Госуслугах» и в ЕСИА. Владелец жилья должен будет одобрить поступившее в его личный кабинет миграционное уведомление. После этого процедура считается завершенной.

## Возможные перспективы
Резкая девальвация рубля в 2014 г., падение реальных доходов населения России и трудовых мигрантов, сокращение объёмов производства и строительства (то есть числа рабочих мест), ужесточение требований к иностранным трудовым мигрантам вынуждают их временно покидать Россию. За II полугодие 2014 года, по данным ФМС, Россию покинул как минимум 1 млн иностранцев. Однако за счёт увеличения притока мигрантов с Украины, в январе 2015 года общее число мигрантов снова выросло — на 400 тыс. человек, по сравнению с январём 2014 г., отмечают «РБК». Эксперты «Коммерсантъ» прогнозируют увеличение притока трудовых мигрантов.